# زبان تاتی ایران
زبان تاتی ایران یا تاتی جنوبی (به تاتی: Tâti Zobun, تاتی زُبون) از دستهٔ زبان‌های ایرانی شاخهٔ شمال غربی است. زبان‌های خانواده تاتیک در کنار دیگر زباهای حاشیه دریای مازندران مانند زبان مازندرانی، زبان تالشی، زبان گیلکی، زبان سمنانی و غیره جزو زبان‌های شمال غربی ایران محسوب می‌شوند. براساس اعلام یونسکو، زبان تاتی، یکی از زبان‌های در حال انقراض است.زبان تاتی از آنجا که یکی از زبان‌های ایرانی شمال غربی است به زبان‌های شاخه شمال غربی از جمله گیلکی گالشی مازندرانی و به‌خصوص به تالشی و زازایی شبیه و نزدیک‌تر می‌باشد. هر سه زبان، تاتی، زازایی و تالشی از بقایای آذری قدیم به‌شمار می‌روند. والتر هنینگ، زبان‌شناس و ایران‌شناس آلمانی، نشان داد که گویش هرزندی زبان تاتی ایرانی دارای بسیاری از ویژگی‌های زبانی مشترک با تالشی و زازا است و گویش هرزندی زبان تاتی را بین تالشی و زازا قرار داد. زبان تاتی همچنین  به زبان کُردی و اوستایی نزدیک است. تاتی بسیاری از ویژگی‌های آوایی، واژگانی و صرف و نحوی کهن همچون تمایز جنس دستوری، ساخت ارگتیو، مادهٔ مجهول، گردش مصوت‌ها، حالت دوگانهٔ فاعلی و غیرفاعلی در اسم و … را حفظ کرده است.
گویش‌های این زبان در گذشته از شمال آذربایجان ایران تا شمال استان خراسان گسترده بود ولی امروزه با زبان‌های ترکی آذربایجانی و پارسی جایگزین شده و تنها در بخش‌هایی از شمال‌باختری ایران گویش‌های تاتی در منطقه که زبان آذری کهن از آن به جا مانده است. می‌توان پراکندگی آن‌ها را به جزایری در دریا تشبیه نمود.

## ریشه و کاربرد واژهٔ تات
بوریس میلر معتقد است که با دلایل روشن می‌توان گفت که تاتی و تالشی ادامهٔ زبانی است که دست‌کم هم‌زمان با آغاز زبان فارسی میانه بدان سخن می‌گفته‌اند؛ هر چند، نشانه‌هایی نیز از پیشینهٔ این زبان‌ها در دوران پیش از فارسی میانه دیده می‌شود. این شواهد و نشانه‌ها همان اندازه که وجه اشتراک این گویش‌ها را با زبان پهلوی پارتی نشان می‌دهد گویای پیوندهای خیلی نزدیک آن‌ها با مادی و اوستایی نیز هست؛ زیرا که تفاوت زبان پهلوی با زبان‌های دیرین مانند مادی و اوستایی به همانگونه است که تشابه و تفاوت تاتی و تالشی با آن زبان‌ها.
دربارهٔ نام تات و نامگذاری زبان تاتی استدلال‌ها و نظرات مختلفی از سوی دانشمندان و صاحب نظران عنوان شده است، برخی مثل بارتولد و ایوانف کلمه تات را با تاجیک مرتبط دانسته‌اند. ارگانسکی معتقد است که لفظ تات به قوم یا نژاد خاصی اطلاق نمی‌شده است و یک نام عمومی است که ترک‌ها آن نام را به مردمان تبعه حکومت خود اطلاق می‌کردند.
تات واژه‌ای است که ترک‌زبانان برای مردم ایرانی‌زبان و ایرانی‌تبار یک‌جانشین نیز به‌کار برده‌اند. به‌گفتهٔ هونی (۱۹۵۷) فارسی‌زبانان را تات می‌نامیدند. هنینگ معتقد است تاجیک لفظی ترکی است و ساخته شده از تا=تات (ترک) به علاوه پسوند چیک که به معنی تبعه ترک است.
قدیمی‌ترین سندی که کلمهٔ تات در آن استفاده شده، کتیبه‌های اورخون است. تات در در این کتیبه‌ها ظاهراً به‌معنای «اتباع» و «رعایا» استفاده شده است. لفظ «تات» علاوه بر این که بر ایرانیان و یکجانشینان گفته می‌شده عنوانی بوده که قبل از حکومت ایلخانی به عناصر خارجی سرزمین‌های ترکان (احتمالاً خارجی‌های یکجانشین ترکستان، بعضی قبایل متمدن ترک، اقوام مغلوب و ساکنان مناطق تحت تصرف ترکان) گفته می‌شده است.
در مثل‌ها و افسانه‌های مردم تبریز «تات» به‌معنی مرد دانا و باسواد و شهرنشین است. استعمال کلمهٔ «تات» در بین ترکان ساکن ایران رواج داشته ولی انعکاس آن در ادبیات فارسی بسیار کم است. همچنین در دیوان لغات ترک کاشغری تات به‌شکل تَت نیز ضبط شده و به‌معنای ایرانی، فارسی، فارسی‌زبان و کافر اویغوری آمده است. تاتارهای کریمه نیز مسیحیان یونانی را که در سلطنت کاترین دوم (۱۷۶۲–۱۷۹۶) و در فاصلهٔ ۱۱۸۹–۱۱۹۲/ ۱۷۷۵–۱۷۷۸ به ناحیهٔ ماریوپل (ژدانوف امروزی) واقع در کنار دریای آزوف مهاجرت کرده بودند، تات می‌نامیدند.

## طبقه‌بندی زبان‌های خانواده تاتیک
احسان یارشاطر در سال ۱۳۳۶ برای اولین بار با بررسی زبان‌ها و گویش‌های ایرانی (آریایی زبان‌ها) به زبان تاتی در کنار دیگر زبان‌های سواحل دریای خزر اشاره می‌کند و زبان‌های طبری، گیلکی، تاتی و تالشی را به عنوان زبان‌های خانواده شمال غربی و گویش‌های سواحل خزر معرفی می‌کند.
امروزه گروهی از گویش‌های ایرانی (آریایی) در خارج از ایران و داخل ایران از جمله در منطقه خراسان وجود دارند که به تاتی معروف هستند ولی از نظر علم زبانشناختی ارتباط چندانی به خانواده زبان‌های تاتیک و زبان‌های شمال غربی ایران ندارند و متعلق به خانواده زبان‌های جنوب غرب ایران و شاخه‌ای از زبان فارسی قلمداد می‌شوند. زبانی که به تاتی شمالی معروف است و در منطقه قفقاز (داغستان و آذربایجان) به صورت پراکنده وجود دارد شاخه ای از زبان فارسی است که در گذشته توسط مرزداران و سپاهیان ارتش ساسانی به این مناطق منتقل شده است و با وجود اینکه در میان مردم بومی آن مناطق تاتی خوانده می‌شود ولی ارتباط زبانشناختی با زبان‌های تاتی ایران ندارد و زبان مجزایی از زبان‌های تاتی است. محققانی مثل دونالد استیلو نیز به این موضوع اشاره کرده‌اند و زبان فارسی که در دوران ساسانیان توسط سربازان فارس به منطقه قفقاز منتقل شده است و امروزه به تاتی شمالی شناخته می‌شود، یک زبان مجزا بوده و ارتباطی به زبان‌های خانواده تاتیک و تات‌های شمال غرب و مرکز ایران ندارد.
گروهی دیگر از گویش‌های ایرانی وجود دارد که با وجود اینکه جزو خانواده زبان‌های تاتیک طبقه‌بندی نشده‌اند و تاتی نیز نامیده نمی‌شوند ولی از نظر ویژگی‌های زبان شناختی وشباهت‌های موجود با زبان‌های خانواده تاتیک و زبان‌های خانواده سواحل خزر ارتباط‌های نزدیکی دارند. مناطقی از البرز جنوبی مثل سمنان، تهران و گویش‌های پراکنده در مرکز ایران جزو این دسته می‌باشند که بررسی شواهد نشان می‌دهد باید در طبقه‌بندی خانواده زبان‌های تاتیک ذکر شوند.
گویش‌های تاتُید «tatoid» یا گویش‌های تاتی گونه گویش‌هایی از زبان تاتی می‌باشند که در شهرستان‌های رودبار، الموت صحبت می‌شود و گویش طالقانی، الموتی و رودباری گویش‌هایی از زبان تاتی می‌باشند. گویش‌های تاتی مانند در اصل زبان تاتی بودند که به‌دلیل تأثیرات شدید زبان‌های کاسپین و زبان فارسی تمام ویژگی‌های زبان تاتی را از دست داده‌اند.

## ریشه زبان تاتی
تاتی با توجه به اینکه یکی از زبان‌های ایرانی شمال غربی است بیشترین نزدیکی را به زبان‌های تالشی، کردی، زازاکی، گیلکی، مازندرانی، لکی و بلوچی دارد. نظرات بسیاری در مورد ریشهٔ تاتی داده شده است. برخی به شباهت‌های تاتی با اوستایی اشاره داشته‌اند. عده‌ای نیز کوشیده‌اند به شباهت‌ها و پیوندهای تاتی با پهلوی اشاره داشته باشند. برخی نیز تاتی را به‌همراه طبری و تالشی و گیلکی و کُردی، بازمانده‌های زبان مادی کهن دانسته‌اند.
باتوجه به اینکه از زبان مادی اطلاعات چندانی باقی نمانده است، این امر باعث شده است در مورد تاریخ ماد سخنان ضد و نقیض فراوان و گاه متناقض از سوی نویسندگان و پژوهشگران مختلف بیان شود. دیاکونوف با اذعان به آشفتگی منابع و عدم اعتماد به منابع مربوط به تاریخ ماد بیان می‌کند: «در هیچ‌یک از تاریخ‌های عهد عتیق به قدر تاریخ ماد، این همه اظهار نظرهای گوناگون و ضد و نقیض و غالباً بی اساس و عجیب و غریب به عمل نیامده است.»
دیاکونوف در مورد زبان‌های تاتی و تالشی می‌نویسد:

«در زمان حاضر هم تات‌ها و تالشان و گیلک‌ها و مازندرانی‌ها به زبان‌هایی سخن می‌گویند که خود بقایای زبان هند و اروپائی می‌باشد که در آغاز زبان ماد شرقی بوده است. امتیاز ویژه این زبان‌ها کهنگی و مهجوری ترکیب اصوات می‌باشد که با زبان پارسی تفاوت داشته و با مادی و پارتی و اوستایی مناسبت دارد.»

با وجود اینکه محققان سرشناسی مانند دیاکونوف سال‌ها روی منابع مادی در زبان‌های مختلف سومری، اکدی، عیلامی، عبری باستان، اورارتویی، اوستایی، یونانی و غیره مطالعه داشته‌اند ولی با صراحت و قاطعیت در مورد زبان‌های تاتیک و ارتباط مستقیم این زبان‌ها با زبان مادی چیزی ننوشته است، بلکه زبان تاتی را در کنار دیگر زبان‌های شمال غربی ایران مرتبط با زبان پارت‌ها (زبان پهلوی) و زبان اوستایی نیز دانسته است.
مادی بودن ریشه تاتی را کسان دیگری چون عباس طاهری، اسدالله رحمانی و ابراهیم جهان‌بخش در مقاله‌های «بررسی گویش تاتی تاکستان»، «راهکارهای حفظ زبان تاتی» و «ساختار دستوری تاتی» و همچنین احسان یارشاطر در دانشنامهٔ اسلام و ایران بیان داشته‌اند.
احمد کسروی معتقد است که زبانی که تات‌ها بدان سخن می‌گویند در زمان‌های گذشته گسترش زیادی داشته و به استناد شواهد عینی و پژوهش‌های انجام‌شده، زمانی همهٔ مردم آذربایجان و قزوین را دربرگرفته ولی بعدها با اشاعه و استیلای زبان ترکی کم‌کم از بین رفته است.
در هر حال می‌توان ریشهٔ اصلی زبان تاتی را زبان مادی دانست که در طول قرون متمادی تحت تأثیر اوستایی که زبان مذهبی مردمان این سامان بوده، و فارسی باستان و پهلوی اشکانی و پهلوی ساسانی و فارسی دری، که به‌ترتیب زبان رسمی حکومت‌های هخامنشی و اشکانی و ساسانی و حکومت‌های پس از اسلام بوده، قرار گرفته، و امروزه در آخرین شکل خود تحت عنوان تاتی درآمده است.
از دلایلی که برخی از محققان به ارتباط زبان‌های خانواده تاتیک و زبان ناشناخته مادی با شک و تردید برخورد می‌کنند مربوط به نوشته‌های دوران اسلامی است. در این دوران، مورخان مسلمان وقتی به زبان شهرهای نواحی آذربایجان و همدان و غیره اشاره می‌کنند از لفظ پهلوی/فهلوی (زبان پارتی) استفاده می‌کنند. زبان‌های اصلی و رایج در سرزمین‌های تحت کنترل حکومت ساسانی در اواخر دوران ساسانی شامل ۵ گروه اصلی آریایی و غیر آریایی گزارش شده است که شامل زبان پهلوی (آذربایجان، همدان و اصفهان و ری)، زبان دری (زبان شاهان ساسانی و زبان پایتخت)، زبان فارسی (زبان موبدان و مذهب)، زبان خوزی (زبان جنوب غرب ایران و خوزستان) و زبان سریانی (زبان دشت عراق) بوده است.
برخی پژوهشگران معتقدند زبان تاتی، زبان قدیم مردم آذربایجان بوده و آذری نامیده می‌شده است. یوزف مارکوات نیز زبان پهلوی را کاملاً منطق بر زبان منطقه آذربایجان و شمال غرب ایران می‌داند که ادامه دهنده زبان امپراتوری اشکانیان است. مورخان دوره اسلامی نیز زبان‌های فارسی و دری را در کنار زبان پهلوی که مختص منطقه پهله(آذربایجان، اصفهان، همدان و کرانه‌های غربی دریای خزر) بوده، متذکر شده‌اند و این نشان می‌دهد زبان کهن مردم آذربایجان و شمال غرب ایران ارتباطی به قوم فارس و امپراتوری ساسانی یا زبان موبدان فارسی‌زبان نداشته است و یک زبان جدا و جزو زبان‌های شمال غربی ایران بوده است.
امروزه برخی زبان‌شناسان و پژوهشگران زبانی، نامِ آذری را به نام زبانِ تاتی ایران و لهجه‌های مختلف آن ترجیح می‌دهند و در آثار خود، هنگام بررسی زبان تاتی ایران، از نامِ «آذری» استفاده می‌کنند.

## قوم تات
مردمی که امروزه تات نامیده می‌شوند، در نواری منقطع از کوهستان قفقاز تا کوه‌های خراسان پراکنده‌اند. سرنوشت تاریخی مردم تات هرچه بوده در نهایت به این انجامید که تات‌ها در نواحی دوراُفتاده و روستاهای صعب‌العبور و حاشیه‌ای بقاء خود را به دست آورند. امروزه، همان‌طور که گفته شد، این مردم در گسترهٔ وسیعی از ایران حضور دارند. با توجه به داده‌های جمعیت‌شناختی موجود و صحبت‌هایی که با اهالی تات‌نشین مناطق مختلف ایران شده، می‌توان به‌تقریب گفت در حدود بیش از ۴۰۰ هزار نفر تات در ایران زندگی می‌کنند که در گذشته عمدتاً از حضور دیگران آگاهی خاصی نداشتند و عموماً بیشترشان به‌صورت جزایری مجزا از هم زندگی می‌کردند. امروزه هم اطلاعاتی کلی از یکدیگر دارند که به‌عنوان مثال تات‌نشین‌های دشت قزوین به‌ندرت یکی از تات‌نشین‌های اطراف بجنورد را دیده‌اند، چه برسد به اینکه ارتباطی با هم داشته باشند.

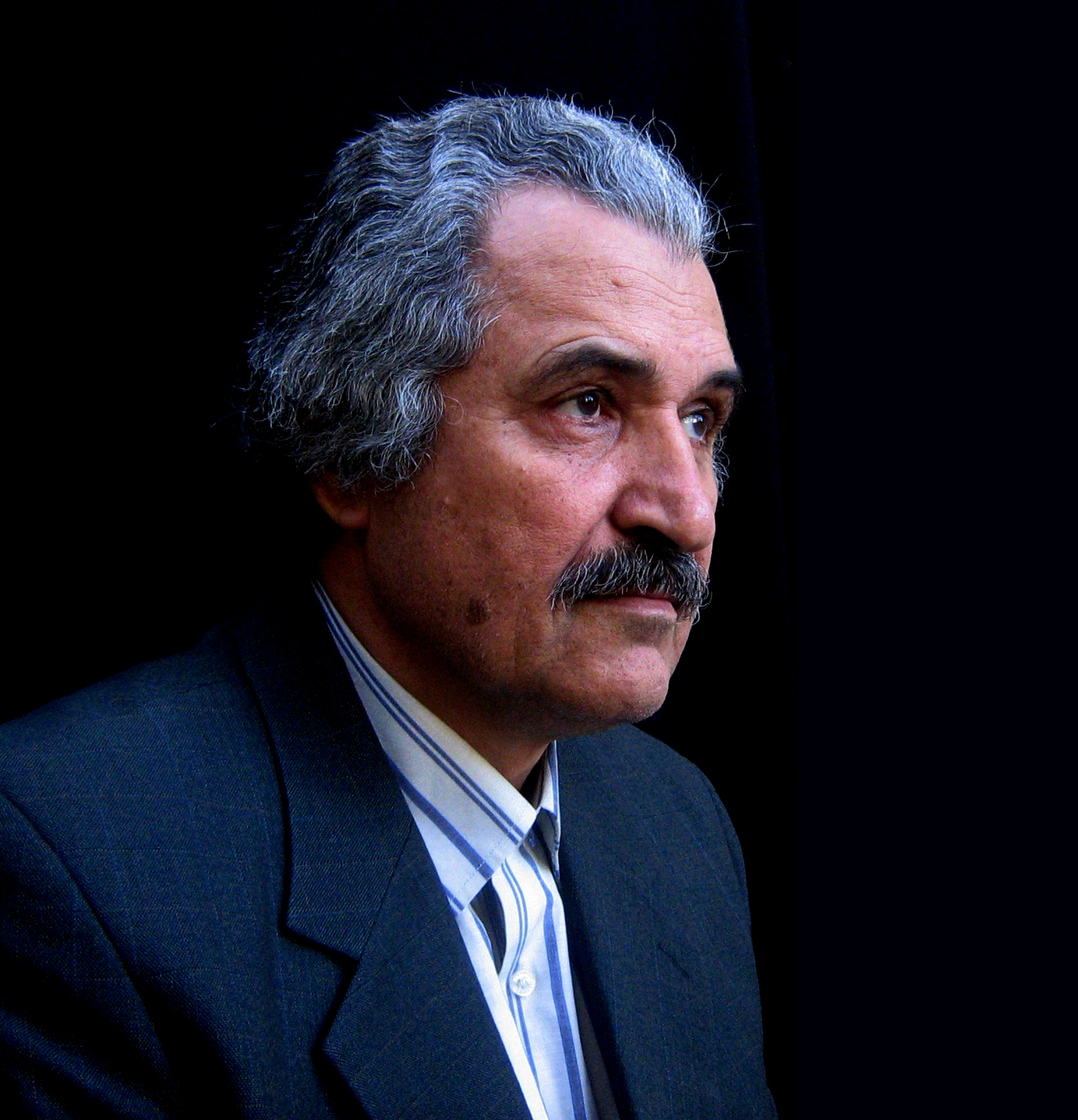
علی عبدلی، نویسنده چند کتاب از قبیل فرهنگ تطبیقی تالشی، تاتی، آذری، تهران ۱۳۸۰.

در مجموع می‌توان تات‌های ایران را در چند ویژگی مشترک خلاصه کرد:
1. زبان تاتی، که در تمام مناطق تات‌نشین، وجود دارد.
2. منشأ و تبار مشترک که به مادها بر می‌گردد (هرچند خودآگاهی کمی نسبت به این مسئله در میان تات‌ها وجود دارد).
3. تاریخ و سرنوشت تاریخی مشترک که سبب شده وضعیت تاریخی مشابهی داشته باشند.

۴- سنت و میراث فرهنگی مشترک. باید گفت از آنجا که زبان تاتی، یک زبان غیرمکتوب است و فرهنگ آن‌ها نیز یک فرهنگ شفاهی است، لذا مهم‌ترین و اصلی‌ترین محمل فرهنگی آنها، زبانشان بوده که سنت فرهنگی‌شان را در طی سال‌ها و قرون متمادی تا به امروز انتقال داده است.

## ادبیات تاتی
حوزهٔ ادبیات تاتی با در نظر گرفتن اشعار پراکنده، سدهٔ هشتم هجری قمری می‌باشد که بر جای مانده است و دارای سابقهٔ طولانی است. اما تاریخ آغاز جدید آن در ایران به پس از دورهٔ مشروطه، و در قفقاز به پس از وقوع انقلاب ۱۹۱۷ روسیه می‌رسد که اشعار و نمایشنامه‌های م. بخشی اف (متولد ۱۹۱۰) و اشعار و داستان‌های ده آنتی لوف (متولد ۱۹۱۳) گواه این موضوع است.
یکی از آثار ادبیات تاتی، داستان عاشقانهٔ عزیز و نگار است که به زبان تاتی نوشته‌شده و نسخه‌های متعددی از آن در دست است. این داستان تاکنون به زبان تاتی منتشر نشده، اما یوسف علیخانی نسخه‌ای از آن را به زبان فارسی به نثر تنظیم و چاپ کرده است.
در دهه‌های اخیر حس هویت‌خواهی تات‌های ایران سبب خلق تعدادی آثار مکتوب به این زبان شده است. کتاب فرهنگ موضوعی تاتی به فارسی گویش تاتی روستای لرد بخش شاهرود خلخال، اثر جواد معراجی لرد، از جملهٔ آن‌هاست که شامل لغات، ترکیبات، کنایات و اصطلاحات است و اشاره‌ای کوتاه نیز به دستور زبان تاتی این منطقه داشته است. اشعار و داستان‌هایی نیز به زبان تاتی سروده و نوشته شده‌اند. دو نمونه از این کتاب «آوای تات: سروده‌هایی به زبان تاتی تاکستان» اثر عباس پدرام و کتاب «زورق شکسته» اثر محمود زرندی است.

## پراکنش گویشوران زبان تاتی
در ایران پراکندگی تات‌زبانان دامنهٔ قابل‌توجهی دارد. تا قرن گذشته، مردمی که در سرزمین‌های میان مانقوطای سراب و نیر اردبیل سکونت داشتند، مخلوطی از تات‌ها و شاهسون‌ها بودند و طول مسیر رودخانه‌های بالق‌لو و قره‌سو تا رودخانهٔ ارس نیز در دست تات‌ها بود. اینان در همان زمان مدت‌ها بود که زبان خود را فراموش کرده بودند و به ترکی سخن می‌گفتند. دره شاهرود خلخال، بزرگ‌ترین محل تجمع تات‌زبان‌ها در آذربایجان و اردبیل است. حدود چهل روستا در این دره و یکی دو ناحیهٔ دیگر خلخال، تات‌زبان است. در قزوین نیز انبوهی از تات‌زبانان سکونت دارند. در سال ۱۲۷۶ به‌دستور علیقلی میرزا اعتضادالسلطنه، وزیر علوم و صنایع و تجارت، لغات رایج در میان تات‌های بلوک رامند و دیگر روستاهای تات‌نشین جنوب قزوین جمع‌آوری گردید و کتابی تألیف شد با عنوان رسالهٔ لغات فرس قدیم که اهل قزوین را از قبایل قدیم ایران و مردمی پهلوی‌زبان معرفی کرده است. شمس‌العلما محمدمهدی عبدالرب آبادی، از مؤلفان نامه دانشوران، از این طایفه بود. امروزه از جنوب غربی تا جنوب شرقی قزوین، گروه‌های بزرگی از مردم بخش‌های رامند شمالی، رامند جنوبی، بخشی از بوئین‌زهرا، دودانگه، افشاری، دشتابی، اسفرورین و اشتهارد، تات نامیده می‌شوند. حضور تات‌ها در مازندران و استرآباد نیز سابقه‌ای طولانی دارد؛ از قرن دهم به بعد، تات‌ها یکی از گروه‌های جمعیتی ولایت استرآباد بوده‌اند. سلطانعلی تات در صفر ۱۰۰۵، استشهادنامه رعایا و مالکان قریهٔ چوپلانی استرآباد را دربارهٔ حقابه آن روستا تأیید کرده بود. در دورهٔ نهضت مشروطه، زبان تاتی در ولایت استرآباد رایج بود و گروه‌هایی از تات‌ها در بلوک سدن رستاق استرآباد و شهر اشرف (بهشهر امروزی) سکونت داشتند.
امروز اگر نقشهٔ شمال ایران را در برابر خود قرار دهیم و خطی از آخرین نقطهٔ ارتفاعات طالقان به طرف سیاهکل و رستم‌آباد کشیده و آن را تا تاکستان ادامه بدهیم، مثلثی مشخص می‌گردد که در آن گویشوران تاتی در میان سایر گروه‌های زبانی زندگی می‌نمایند و البته عمده مرکز تجمع تات‌ها خود تاکستان می‌باشد. تاکستان در گذشته به نام «سیادهن» خوانده می‌شد و اکنون هم بومیان آن را «سیادن» می‌نامند. تاکستان در دوران ساسانیان در نهایتِ آبادی بوده و موقعیت ممتازی داشته است. به‌طور کلی زنجیرهٔ مناطق تات‌نشین در ایران از شهر الموت تا تاکستان شروع شده و به سمت جنوب و جنوب شرقی ادامه می‌یابد و در نهایت در شهرستان بوئین‌زهرا به روستای تاریخی سگزآباد پایان می‌یابد. تات‌های خارج از ایران بیشتر در کشور آذربایجان، روسیه و گرجستان ساکن هستند.
مرکزی (تفرش)، البرز، تهران، اردبیل، گیلان، زنجان و خراسان شمالی در شهرستان‌ها و مناطق روستای وفس، روستای چهرقان، ویدر، الویر، تاکستان و بوئین‌زهرا، اشتهارد، دماوند، ایوانکی شاهرود خلخال، طارم، جاجرم و اسفراین و در زنجان در روستای خوئین دیده می‌شوند. و همچنین در زنجان زبان تاتی بخشی از شمال طارم علیا دامنهٔ کوه البرز به جا مانده است در حدود ۸ روستا (چرزه، باکلور، جمال آباد، قسمتی از آبادی هزارود، بندرگاه، سیاورود، نوکیان، قوهیجان) به زبان تاتی صحبت می‌کنند. محل سکونت آنها بر کمره کوه واقع شده است.
همچنین زبان تاتی در فهرست میراث ناملموس آثار ملی ایران از استان آذربایجان شرقی نیز ثبت شده است. این زبان با لهجه‌های هرزندی و کرینگانی در این مناطق همچنان سخن گفته می‌شود.
تات‌های ایران که به تات‌های جنوبی شهرت یافته‌اند، در استان‌ها، شهرها و روستاهای زیر زندگی می‌کنند:
- استان اردبیل

 شهرستان خلخال بخش شاهرود روستاهای (لرد، درو، اسکستان، اسبو، شال، دیز، گندم‌آباد، کرین، گیلوان، کرنق) و شهر کلور.
شهرستان نمین روستاهای طارم، عنبران، میناباد، میرزانق، کلش، سروآباد، پیله‌رود، جید، طولش، عنبران علیا، کجل تات زبان هستند.
- استان البرز

شهرستان کرج شهر کمالشهر، شهر آسارا و روستاهای جی ،آزادبر، ابهرک ،ادران، ارنگه ،اویزر ،ایگان، باغ پیر، پورکان، تکیه سپهسالار، جور آب، چاران، حسن‌کدر، خوارس، خور، خوزنکلا ،درده، دروان، سرخه‌دره ،سر زیارت سرک، سرودار ،سیاه کلان ،سیجان، سیرا، کلوان، کلها، کندر، کوشک بالا، کوشکک کهنه ده، کیاسر، کیاسرلات، گرم آب، گسیل، گشنادر، لانیز، لیلستان، ملک فالیز، مورود ،میدانک، نسا، نشترود، نوجان، وارنگه‌رود، واریان، ورزن، وله، وینه.
شهرستان ساوجبلاغ ورده، برغان، سنج، وامکوه، سرهه ،سیبان‌دره، سیرود.
در شهرستان اشتهارد روستاهای بخش پلنگ آباد شامل صحت آباد، احمدآباد، جعفرآباد، مهدی‌آباد، فرد آباد، مختارآباد، عبدالله آباد، کوشک آوا، پلنگ آباد، مروت اوا (پسوند اوا در زبان تاتی همان آباد است) و روستاهای مرادتپه، قزل حصار، رحمانیه، اوپشته، گنگ، جارو، نکوجار، قرقرک و بوجعفر تات زبان هستند. در دامنهٔ جنوبی رشته کوه البرز رودبار الموت و اکثر مردم تات‌زبان هستند.
طبق کتاب تات نشین‌های بلوک زهرا نوشته جلال آل احمد گویش تاتی اشتهارد خالص‌ترین و دست نخورده‌ترین گویش زبان تاتی است، چون منطقهٔ اشتهارد که در سر راه کرج به بوئین‌زهرا در ۸۰ کیلومتری کرج و ۲۵ کیلومتری بوئین‌زهرا قرار دارد به‌علت خشکی و کمی آب از دستبرد مهاجرت مردمان ترک در امان بوده و مردم آن همچنان زبان قدیم خود را حفظ کرده‌اند.
- استان تهران

روستاهای شهرستان دماوند مانند روستاهای بخش کن مثل سولقان وردیج واریش کن تالون کشار رندان امامزاده داوود کیگا سنگان بالا سنگان پایین کن قدیم وبرخی روستاهای شمالی تهران مثل حصارک پونک ده ونک و روستاهای منطقهٔ گرمدره مانند امیرآباد، سعادتیه، کوهک، کیلان و ایوانکی گرمسار تات‌زبان هستند و در محلات شمالی شهر دماوند تا سه کیلومتری مرکز شهر همچون دشتبان، دشتک، دشتمزار، چشمه‌علا، مشا، احمدآباد و اوره به زبان مازندرانی صحبت می‌شود. همچنین روستاهایی که در مسیر گردنه‌های گدوک و امامزاده هاشم و اطراف آنها واقع شده‌اند همگی به زبان مازندرانی صحبت می‌کنند. از مسیر گدوک: کهنک در منتهی الیه شرقی دماوند، آرو، روستاهای دشت کوه شامل: یهر، لی پشت، دهنار، مومج و هویر و سیدآباد درپنجاه کیلومتری گدوک و روستاهای جنوبی آن: کلاک، مشهد ویدره و از مسیر امامزاده هاشم: دهستان آبعلی شامل: مبارک‌آباد، آبعلی، قائم محله، سادات محله، کریتون، جورد، وسکاره و ایراء همگی به زبان مازندرانی صحبت می‌کنند. سایر زبان‌ها مانند ترکی و کردی نیز در قسمت‌هایی از شهرستان دماوند رواج دارد. (بعضی روستاهای شهرستان دماوند مهاجرنشین و کُرد یا ترک‌زبانند، مانند روستای حصار) یا سربندان که کُردزبانند.(کیلان - کلون)
- استان گیلان (تاتی عمارلوئی)

تات زبانان رودبار در دو منطقهٔ عمارلو و خورگام زندگی می‌کنند و به زبان تاتی عمارلوئی گپ می‌ زنند. در عمارلو: مرکز بخش عمارلو جیرنده است و علاوه بر آن روستاهای انبوه، کلیشم، خرم‌کوه، ویه، ناوه، لایه، نوده فاراب، یکنم، ایینه‌ده، پاکده، داماش، بیورزین، پارودبار، اسکابن، کرماک به زبان تاتی تکلم می‌کنند. در خورگام: در بخش خورگام مرکز بخش یعنی بره‌سر و روستاهای ناش، اسطلخ‌کوه، چیچال، لیاول علیا، چلوانسرا، قوشه لانه، سه پستانک، گرزنه چاک، کشکش به زبان تاتی تکلم می‌کنند.
- استان قزوین

در شهرستان تاکستان، شهر تاکستان و در بخش اسفرورین، شهر اسفرورین و روستای قرقسین، تات زبان‌اند. در شهرستان بوئین‌زهرا، بخش‌های بخش رامند، شال شهرهای دانسفهان و شال و روستاهای خیارج، خوزنین، خروزان، ابراهیم‌آباد، سگزآباد، اَک، خروزان و… تات‌زبان هستند. درشهرستان قزوین بخش رودبار الموت غربی و بخش رودبار الموت شرقی، و در نزدیکی طالقان شهر زیاران و روستاهای صمغ آباد، طیخور، توداران، آقچری، خوزنان، جزمه، آتانک، قاضی کلایه، ابراهیم‌آباد، کهوان، دارالسرور، میان‌کوه ،کذلک، و یوج، رزجرد، رشتقون، شینقر، اردبیلک، اشنستان، میان‌بر و … در کوهپایه قزوین تات‌زبان هستند. در شمال قزوین در الموت، کوچنان ،اندج ،گازرخان، الولک، نیاق، زرشک، وشته، تسکین، زرآباد و دستجرد نیز به تاتی و فارسی سخن می‌گویند.
- استان مرکزی

در روستاهای وفس، چهرقان، فرک در شهرستان کمیجان، شهرستان تفرش، روستای کهک و شهرستان فراهان، روستای گورچان به زبان تاتی صحبت می‌نمایند. این روستاها به فاصله ۱۰۰ تا ۱۲۰ کیلومتری شهر اراک و در شمالی‌ترین نقطهٔ استان مرکزی واقع شده‌اند. مناطق کوهستانی و خوش‌آب‌وهوا و شغل مردم روستاها کشاورزی، باغداری و دامداری است که به‌دلیل مواجه شدن با کمبود آب و عدم توجه مسئولان به نیاز مردم و نیروهای انسانی جوان، به‌شدت روستاها خالی از سکنه می‌شوند و در شهرهای مانند تهران، قم، اراک، کرج و… سکونت می‌نمایند. همچنین در لهجهٔ اراکی قدیم واژه‌های تاتی مثل چنه (چرا) برار (برادر) خوسبیدن (خوابیدن) ملوچ (گنجشک) گل (آویزان) بوویه (پدر) و … بسیار دیده می‌شود. در شهرستان زرندیه بخش خرقان روستاهای الویر و ویدر به زبان تاتی سخن می‌گویند.
- استان زنجان

شهرستان طارم ۸ روستا به نام‌های سیاه رود، باکلور، هزاررود ،بندرگاه، چرزه، جمال آباد، قوهیجان و نوکیان تات زبان هستند که این روستاها در دهستان درام واقع شده‌اند. در شهرستان ایجرود بخش حلب روستای باستانی خوئین نیز به تاتی سخن می‌گویند.
- استان خراسان شمالی

در شهرستان اسفراین روستای‌های ادکان، بیدواز و در شهرستان بجنورد بخش گرمخان روستای‌های قلعه محمدی، گیفان پایین، گیفان بالا، میانزو، رزقانه و در شهرستان جاجرم بخش جلگه شوقان، شهر سنخواست و روستاهای دوبرجه، طبر، کرف، خراشا، غمیطه، جربت اسلام‌آباد، ارک و اندقان، در شهرستان شیروان روستای‌های برزل آباد، گلیان، برزلی به تاتی صحبت می‌کنند. در این مناطق، لهجهٔ تاتی، زبان اصلی مردم است و در برخی روستاها، تات‌ها همراه با سایر اقوام و به‌ویژه با کردها زندگی می‌کنند. تات‌های ساکن بجنورد شامل طوایف گیفانی، گلیانی، گرمه‌ای، جاجرمی، سنخواستی، خراشاهی، جربتی، کرفی، طبری، فیروزه‌ای، آساکی (پارتی)، اردغانی، بیدوازی، روئینی، مشهد طراقی و برخی طوایف خاوری است. برخی همچون ملک الشعرای بهار بر این عقیده‌اند که اصطلاح تات در شمال خراسان برگرفته و تغییریافتهٔ اصطلاح «تازیک» یا «تاجیک» است که پس از حملهٔ اعراب به شمال خراسان ابتدا از سوی ایرانیان به اعراب و سپس از سوی اقوام ترک به فارس‌زبانان گفته شده است.

## گویش‌های گروه زبانی تاتی
دونالد ال. استیلو (۱۹۸۱: ۱۳۸–۱۴۱) زبان‌های تاتی و تالشی را در یک گروه قرار داده است؛ و، آن را گروه زبانی تاتی- تالشی (Tatic) نامیده است. وی گونه (گویش و لهجه)های گروه زبانی تاتی را بر اساس معیارهای زبانی و قومی و نزدیکی جغرافیایی در ۱۰ گروه جای داده است. هم آن گونه که دیده می‌شود گروه ۲، گونه‌های زبان تالشی است:
- گروه ۱: گونه‌های گروه هرزنی-دیزماری

1. الف) گونه هرزن که اکنون در گلین قیه صحبت می‌شود و بین مرند و جلفا واقع است.
2. ب) گونه‌های منطقه دیزمار (از جمله کرینگان) و منطقه حسنو در استان آذربایجان شرقی

- گروه ۲: گونه‌های گروه تالشی

1. الف) تالشی شمالی
2. ب) تالشی مرکزی
3. ج) تالشی جنوبی

- گروه ۳: گونه‌های گروه منطقه خلخال در استان اردبیل

1. الف) منطقه شاهرود خلخال (از جمله لرد، درو، شال، کلور، اسبو، اسکستان، دیز، کرین، گیلوان، خانقاه، کهَل، طهارم دشت و چند روستای دیگر)
2. ب) منطقه خورش رستم (از جمله کَرنَق، کجل و…)

- گروه ۴: گونه‌های گروه طارمی-کباته ای

1. الف) گونه‌های طارم علیا در استان زنجان (از جمله هَزاررود، سیاورود و…)
2. ب) گونه‌های کَلاس و کباته در منطقه رودبار استان گیلان

- گروه ۵: گونه‌های گروه منطقه خوئین استان زنجان
- گروه ۶: گونه‌های گروه تاتی جنوبی (در آثار دکتر یارشاطر)

1. الف) گونه‌های منطقه رامند استان قزوین (از جمله تاکستان، اسفرورین، شال، دانسفهان، خیارج، سگزآباد، ابراهیم‌آباد…)
2. ب) گونه اشتهارد و گونه‌هایی منطقه کرج در استان البرز

- گروه ۷: گونه‌های گروه شمال و شمال خاوری قزوین

1. الف) منطقه کوهپایه قزوین (از جمله رزجرد و…)
2. ب) گونه‌های گروه مراغه‌ای در منطقه رودبار علیا (رودبار الموت)
3. ج) منطقه الموت

- گروه ۸: گونه‌های گروه الویر و ویدر در نزدیکی ساوه در استان مرکزی
- گروه ۹: گونه‌های گروه کهک، وفس و اطراف آن در منطقه اراک استان مرکزی
- گروه ۱۰: گونه‌های گروه رودبار (زیتون، الموت) در دره شاهرود و سفیدرود که در حال تغییر به زبان‌های حاشیه دریای خزر

از نظر استیلو گویش رودباری دسته‌بندی جدیدی را با عنوان تاتی مانندها «tatoid» تشکیل می‌دهند. گویش‌های تاتی مانند در اصل زبان تاتی بودند که به دلیل تأثیرات شدید زبان‌های کاسپین و زبان فارسی تمام ویژگی‌های زبان تاتی را از دست داده‌اند.
استیلو زبان‌های تاتی گونه را به سه دسته تقسیم نموده است:
1. الموت.
2. گویش گازرخان و گوران.
3. گویش رودبار: جمشید آباد، رستم‌آباد، شهران، توتکابون، جوبان، رودبار و لاکه.

زبان مردمان رودبار تاتی، گالشی، کردی (کرمانجی) و تالشی است. تات زبانان رودبار خود را تات و زبان خود را تاتی می‌نامند. مردمان تات زبان رودبار در دو منطقه عمارلو و خورگام زندگی می‌کنند. مرکز بخش عمارلو جیرنده است و علاوه بر آن روستاهای انبوه، کلیشم، خرم‌کوه، ویه، ناوه، لایه، نوده فاراب، یکنم، ایینه‌ده، پاکده، داماش، بیورزین، پارودبار، اسکابن، کرماک به زبان تاتی تکلم می‌کنند. در بخش خورگام مرکز بخش یعنی بره‌سر و روستاهای ناش، اسطلخ‌کوه، چیچال، لیاول علیا، چلوانسرا، قوشه لانه، سه پستانک، گرزنه چاک، کشکش به زبان تاتی تکلم می‌کنند.

### مقایسه گویش‌های مختلف تاتی[۵۳]
| فارسی     | تاتی تاکستان                                      | تاتی لرد           | تاتی ابراهیم‌آباد    | تاتی اردبیلک        | تاتی زیاران                  | زبان زازایی (دیملی)ن | کردی کرمانجی |
| --------- | ------------------------------------------------- | ------------------ | ------------------- | ------------------- | ---------------------------- | -------------------- | ------------ |
| بچه، کودک | zārin/bālā بالا/زارین                             | khordan خُردَن       | zāru زارو           | vača وچه            | eyāl عیال                    | qeček                | mendal       |
| پشت بام   | bon بُن                                            | bun بان            | bön بون             | bom بوم             | bum بوم bon                  | bon                  | bān          |
| دست       | bāl بال                                           | bāl بال            | bāl بال             | bāl بال             | bāl بالdest                  | dest                 | dest         |
| تیز       | tij تیج                                           | tij تیج            | tij تیج             | tij تیج             | tij تیج tij                  | tij                  | tûž          |
| خواهر     | xāke خواکه                                        | xua خو             | xuāka خوآکه         | xāxor خاخور         | xoār خُوآر                    | wa/war               | xwişk        |
| وضو       | dasnemāz دسنماز                                   | dasnemāz دسنماز    | dasnemāz دسنماز     | dasnemāz دسنماز     | dastnemāz دست نِماز           | desmaz               | destnimêj    |
| کدبانو    | keyvuniye/kalöntare zeyniye کلُونتَره زینیه/کیوونیه | čeybonua چی بنوه   | keyvānu کیوانو      | keyvānu کیوانو      | kalentar کلنتر               | keyne/čeyne          | kebanî       |
| عدس       | marjömake مرجومکه                                 | marjuمرجو          | marjeva مرجوه       | marju مرجو          | marju مرجو                   | marju                | nîsk         |
| آرام، دنج | dinj دینج                                         | dinj دینج          | dinj دینج           | dinj دینج           | dinj دینج                    | dinc                 | aram         |
| فریاد     | harāy هرای                                        | qālmaghāl قال مِقال | harāy/qeya قیه/هرای | harāy/qiyu قیو/هرای | qālmeqāl/harāy هرای/قال مِقال | fiğan                | hewar/qîr    |

| فارسی   | پهلوی               | اوستایی | تاتی تاکستان            | تاتی سگزآباد  | تاتی ابراهیم‌آباد | تاتی اردبیلک   | تاتی زیاران            | زبان زازایی (دیملی)ن | کردی کرمانجی |
| ------- | ------------------- | ------- | ----------------------- | ------------- | ---------------- | -------------- | ---------------------- | -------------------- | ------------ |
| سگ      | sag                 | span    | asbe/māččiye ماچیه/اَسبه | asba اَسبه     | asba اَسبه        | sag سگ         | sayg/māčča ماچه/سَیگ    | espe                 | seg          |
| استخوان | ast/astag/ astaxvān | ast     | esqonj اسقُنج            | xasta خسته    | xasta خسته       | esdeqān اسدقان | hasta هَستَه             | aste                 | hestî        |
| دروغ    | drōgh/drō           | droj    | duru دورو               | deru درو      | doru دُرو         | duru دورو      | duru دورو              | zur                  | derew        |
| سوزن    | darzik/sōzan        | dereza  | darzone درزُنه           | darzena درزنه | darzena درزنه    | darzan درزَن    | darzen درزِن            | derzen               | derzî        |
| چهره    | čihr/čihrak         |         | dim دیم                 | dim دیم       | dim دیم          | dim دیم        | dim دیم                | rı                   | rû/dêm       |
| داماد   | dāmāt               | zāmātar | zomā زُما                | zummā زوما    | zomā زوما        | zāmā زاما      | zāmā زاما              | zama/zuma            | zava         |
| خانه    | katag/xānag         | kata    | kiye کیه                | čia چیه       | chia چیه         | xāna خانه      | xāna خانه              | kiye/čiye            | xanî         |
| مرد     | mart                | mereta  | mardak مردک             | miarda میرده  | mardachمردچ      | merdi مِردی     | mardek مَردِک            | merde/merdek         | mêr          |
| بره     | varrak              |         | vare وَره                | vara وره      | vara وره         | vara وره       | vara وره               | varek                | berx         |
| عروس    | viyūdag             | vaze    | veye ویه                | veya ویه      | veya ویه         | arus عروس      | ayris/eris عریس/عَی ریس | veyve                | bûk          |
| بینی    | vēnīg               | vaenā   | vinniye وینیه           | venia ونیه    | venia ونیه       | vini وینی      | vini وینی              | viniye               | poz          |
| گرگ     | gurg                | vehraka | varg ورگ                | varg ورگ      | varj ورج         | verg وِرگ       | gurg گورگ              | verg                 | gûr          |

### در گویش اسفرورینی
برخی از واژه‌های زبان تاتی به گویش اسفرورین (از توابع شهرستان تاکستان در استان قزوین)
| - کجا: کوآ / kuặ/ کجا:اکو - آنجا: بورَ /Bura/ آنجا:براء - برف: وارَ /vara/ برف :ور - پدر: پیه /piya/ پدر: ببه - مادر: مایَه /mặya/ مادر: ما. یا (ننه) - برادر: برا /Bərặ/ برادر :برا - خواهر: خاک (Khak) خواهر: خؤ - پسر: پور (Pura) پسر: کوته - دختر: تیتی (Titi) دختر:کیله - من: اَز (Az) - تو: ته (Ta) - ما: آما (Ama) - شما: شما (Shema) | - او (مؤنث): آیَه (Aya) - او (مذکر): آندا (Anda) - مرا: چمن (Chemen) - تو را: اِشت (Eshte) - پریروز: اَپِری (Aperi) - دیروز: اَزیر (Azira) - امروز: آرو (Aru) - فردا: سابا (Saba) - پس‌فردا: پسرا (Pesara) - خانه: کی یه (Kiya) - عروس: وِیَه(veya) - خربزه: کالیکَه (kalika) | - حیاط: کِلاگا (Kelaga) - باغ: رَز (Raz) - بیرون: بَر (Bar) - بالا: جُر (Jor) - پایین: جَر(jar) - کفش: چُستُه (Chosto) - قاشق: کَنچه (Kanche) - گربه: مَرچین (Marchin) - سگ: اَسبه (seba) - مرغ: کرگ (Karg) - تخم‌مرغ: کرخا (Karkha) - دارم: دیرم (direm) |  |

### در گویش سگز آبادی
برخی از واژه‌های زبان تاتی به گویش روستای سگزآباد (از توابع شهرستان بوئین‌زهرا استان قزوین)
| - خانواده - خانه: چیَ - پدر: دَدَ (dada) - مادر: مایَ (maya) - پسر: فِر (fer) - دختر: تی تی (titi) - خواهر: خاچَ (khcha) - برادر: برا (bera) - برادر زن: زن برا - خواهر زن: زن خاجه - مادر زن: زن مایَه - پدر زن: زن پیه - مادر بزرگ: پیلَه مایَ - عروس: وِیه - داماد: زوما | - میوه - سیب: اَسواَ - خربزه: چالیچَه - گلابی: اَنبری - هندوانه: هَندونهَ - زردآلو: شِلونیکَ - انگور: اَنجروَ | - زمان - امروز: آرِو - دیروز: اَزیرَ - پری روز: پَریرَ - فردا: صَبا - پس فردا: سَرا - پسین فردا: پَرچینی - پسون فردا: پس پَرچینی - ظهر: نمِرو - غروب: دَمِ شوم - شب: شؤ | - جانور - گربه: مَرچین - سگ: اَسب - گوسفند: چاروا - گاو: گُئوَ - گرگ: وَرگ - مرغ: کَرگَ - خرگوش: خَروش - گنجشک: گُئوش - کیوتر: کُؤتر | - پوشاک - شلوار: شالوار - پیراهن: شوی - کفش: پوجار - کمربند: قیش - آب و هوا - برف: فرف - باران: وارون - تگرگ: تی اَرس - صفت - کوچک: قیجل (ghijel) - بزرگ: پیل (pil) - خوب: خار (khar) - بد: پیس (pis) | - اشاره - این: جِم (jem) - کجا: چوآ (choa) - اینجا: اِندیا (endia) - جهات - بالا (زبر): جوئر - پائین (زیر): جیرا - جلو: پَرون - عقب: پَسا - وسط: مونینجا | - ضمایر - من: اَ (a) - تو: تَ (ta) - او :آ (a) - ما: اَما (ama) - شما: اماهاین، شما (emahayn,shema) - آنها: آهاین (ahayn) |  |

### در گویش شالی
برخی از واژه‌های زبان تاتی به لهجهٔ شهر شال (استان قزوین)
| - خانواده - پیَه = پدر - مایَ = مادر - برا = برادر - خاکه = خواهر - تتی = دختر - پورَ = پسر | - میوه - رَز = باغ انگور - چالج = شالی | - جانور - جیلی = جوجه - مرچینه = گربه - پاجار = کفش | - صفت - خواریش = خوبی؟ | - نمونه جمله - بی = بیا - بشه = برو - کاگو بیش = کجا بودی؟ - بی کیه؟ بفرمایید منزل. - چنه = چرا، برای چه؟ |  |

## صرف فعل

### گویش تاکستان
در جدول زیر فعل رفتن در زبان تاتی با گویش تاکستان در زمان‌های مختلف صرف شده است.
| زمان/شخص           | ۱ مفرد         | ۲ مفرد        | ۳ مفرد مذکر | مفرد ۳ مؤنث   | ۱ جمع             | ۲ جمع            | ۳ جمع           |
| ------------------ | -------------- | ------------- | ----------- | ------------- | ----------------- | ---------------- | --------------- |
| گذشته ساده         | bešeimə        | bešeišə       | böšö        | bišiyə        | bešeimon          | bešeyon          | bešində         |
| گذشته کامل         | bešə-veimə     | bešə-veiše    | bešə-ve     | bešə-veiyə    | bešə-veimon       | bešə-vəyon       | bešə-vində      |
| گذشته التزامی      | bešə-bim       | bešə-bi       | bešə-be     | bešə-biyə     | bešə-beimon       | bešə-beiyon      | bešə-bində      |
| گذشته نقلی         | bešeimə        | bešeišə       | biši        | bišiyə        | bešeimon          | bešayon          | bišində         |
| گذشته استمرای      | mešeimə        | mešeiše       | möšö        | mišiyə        | mešeimon          | mešayon          | mišində         |
| گذشته در حال انجام | dâštem-mešeimə | dešti-mešeiše | dačče-möšö  | dačče-mišiyə  | daštemon-mešeimon | daštiyon-mešayon | daččon-mišində  |
| حال ساده/آینده     | mešemə         | mešei         | mišu        | mišiyə        | mešeim            | mešeyâ           | mišundə         |
| حال در حال انجام   | derem-mešemə   | deri-mešei    | dere-mišu   | deriyə-mišiyə | derom-mešeim      | derâ-mešeyâ      | derende-mišundə |
| حال التزامی        | bešemə         | bešei         | bišu        | bišiyə        | bešom             | bešeiyâ          | bišində         |
| آینده              | mogom bešem    | mogoy bešei   | mogoš bišu  | mogošə bišiyə | nogomon bešom     | mogoyon bešeiyâ  | mogošon bišondə |

### گویش الموت
در جدول زیر فعل کردن (kordon) بر اساس زبان تاتی با گویش الموت در زمان‌های مختلف صرف می‌شود.(نمونه زیر براساس گویش الموت می‌باشد)
| زمان/شخص           | ۱ مفرد          | ۲ مفرد         | ۳ مفرد        | ۱ جمع            | ۲ جمع            | ۳ جمع           |
| ------------------ | --------------- | -------------- | ------------- | ---------------- | ---------------- | --------------- |
| گذشته ساده         | kordom          | kordi          | kord          | kordim           | kordin           | korden          |
| گذشته کامل         | korde biyam     | korde biyey    | korde ba      | korde biyeym     | korde biyeyn     | korde biyen     |
| گذشته التزامی      | korde bom       | korde bi       | korde bu      | korde bim        | korde bin        | korde bon       |
| گذشته استمراری     | mokordom        | mokordi        | mokord        | mokordim         | mokordin         | mokorden        |
| گذشته در حال انجام | dabiyam bokonom | dabiyey bokoni | dabiya bokona | dabiyeym bokonim | dabiyeyn bokonin | dabiyan bokonen |
| گذشته نقلی         | kordiyama       | kordiyeya      | kordiiya      | kordiyeyma       | kordiyeyna       | kordiyana       |
| حال ساده/آینده     | mokonom         | mokoni         | mokona        | mokonim          | mokonin          | mokonen         |
| حال در حال انجام   | darom bokonom   | dari bokoni    | dara bokons   | darim bokonim    | darin bokonin    | daren bokonen   |
| حال التزامی        | bokonom         | bokoni         | bokona        | bokonim          | bokonin          | bokonen         |
| آینده              | mexâm bokonom   | mexây bokoni   | mexâ bokona   | mexâym bokonim   | mexâyn bokonin   | mexân bokonen   |

### گویش طالقان
در جدول زیر فعل آمدن (biâmiyan) بر اساس زبان تاتی با گویش طالقان در زمان‌های مختلف صرف می‌شود.
| زمان/شخص           | ۱ مفرد            | ۲ مفرد         | ۳ مفرد          | ۱ جمع              | ۲ جمع               | ۳ جمع            |
| ------------------ | ----------------- | -------------- | --------------- | ------------------ | ------------------- | ---------------- |
| حال التزامی        | biyem             | biyey          | biya            | biyeym             | biyeyn              | biyan            |
| حال ساده           | miyem             | miyey          | miya            | miyeym             | miyeyn              | miyan            |
| حال در حال انجام   | darem-miyem       | dari-miyey     | dare-miya       | darim-miyeym       | darin-miyeyn        | daren-miyan      |
| گذشته ساده         | biyâmiyama        | biyâmiey       | biyâmia         | biyâmieym          | biyâmieyn           | biyâmiana        |
| گذشته استمراری     | miyâmiyama        | miyâmiey       | miyâmia         | miyâmieym          | miyâmieyn           | miyâmiana        |
| گذشته در حال انجام | dabiyam-miyâmiyam | dabiy-miyâmiey | dabiya- miyâmia | dabiyeym-miyâmieym | dabiyeyn- miyâmieyn | dabiyan-miyâmian |
| گذشته کامل         | biyâma biyam      | biyâma bi      | biyâma ba       | biyâma biyeym      | biyâma biyeyn       | biyâma biyan     |
| آینده              | mexâm biyem       | mexây biyey    | mexâ biya       | mxâym biyeym       | mexâyn biyeyn       | mexân biyan      |

## نمونه فعل‌های تاتی تاکستان[۵۷]
| رساندن arasendon رسیدن arasesan افتادن ikatan انداختن ijayntan نشستن neštan خرد کردن - ریز کردن benjaton بریدن berian ریسیدن reštan دیدن vintan رفتن šian اجازه دادن - امکان دادن aštan آمدن omian آوردن aydan | شیر خوردن از مادر (حیوانات) šet axardan شیر دادن به بچه حیوانات bočobāndon نگه داشتن - متوقف کردن nia daštan خواباندن boxosondan خوابیدن xotan مردن mardan دوشیدن došesan دوختن dotan گفتن vātan زیر دندان خرد کردن bukurujoston کشتن - ذبح کردن bukušton ساییده شدن busunoston شکستن beškeston شکاندن šekastan | ریختن - به زمین ریختن ikardan با دست فشردن bošqāloston شستن šurdan قطع کردن bosāndon قطع شدن - جدا شدن bososton ساییدن - آسیاب کردن bossovoston جا انداختن - در جای خود قرار دادن der antay واژگون کردن agardenesan خاموش کردن ikoštan پاشیدن opātan گرفتن igatan نهادن (بر جایی نهادن) nayan گذاشتن به زمین همراه با رها کردن hārengaton گم شدن (غیرقابل پیدا شدن)avir abian | پرتاب کردن ijayntan عقب افتادن peykaton جلو افتادن piš ikatan در جلوی خود نگهداشتن pišgatan رها کردن sarādāyan از بین بردن - برانداختن varengatan برگرداندن - بازگرداندن vegardāndon برگشتن vegardoston لیسیدن velišton برداشتن vigiton برگشتن agar desan باد دادن خرمن - افشاندن خرمن vošāndon با دست زیر و رو کردن voškaloston دریدن - پاره کردن vozarāndon |  |

### وفسی
این گویش در منتهی‌الیه حدود مرزی استان مرکزی با استان همدان، در شمال شهرستان اراک استفاده می‌شود؛ در روستای وفس و سه روستای همجوار، یعنی چهرقان در غرب و فرک و گورچان در شرق. این مناطق تقریباً در یک خط فرضی واقعند که احتمالاً حدود ۲۵۰۰۰ نفر از مهاجرین و ساکنان این روستاها به این لهجه سخن می‌گویند؛ البته در گویش این روستاها به‌طور جزئی تفاوت‌هایی مشاهده می‌شود ولی اصل و مبنای آن‌ها یکی است. این روستاها جمعیت ساکن فعلی آن‌ها حدود ده هزار نفر است.
لهجه وفسی که به «وُوسی» موسوم است بنا به آنچه پژوهشگران گفته‌اند، لهجه‌ای از تاتی است. ابراهیم دهگان در کتاب فقه اللغه در ضمن معرفی وفس و واقعه کشتار جمعی آن، گویش وفس را ‹‹ یکی از لهجه‌های قدیم پارسی باستان و شاخه‌ای از تاتی ›› می‌نامند. دکتر معین در جلد چهارم فرهنگ خود تحت عنوان ‹‹ وفسی ››(Vafsi) منسوب به وفس، لهجه اهالی وفس نام می‌برند. آقای افتخار زاده در کتاب گزیده‌ای بر دیوان همافر عراقی وفسی از قول نامبرده می‌نویسد: «نامبرده زبان خویش را تاتی خوانده است.» و همچنین در مجله «ایران کوده» م. مغدم که دربارهٔ گویش دلیجان، آشتیان و وفس بحث کرده، لهجه وفس را تاتی خوانده است.
در فهلویات باباطاهر همدانی کلمات مشابه زیادی با گویش وفسی وجود دارد که به نمونه‌هایی اشاره می‌شود:
- «دیرم» (دارم): تن محنت کشی دیرم خدایا، دل حسرت کشی دیرم خدایا
- «ته» (تو): بی ته یارب به بستان گل مرویا
- «وینم» (ببینم): گرم دسترس نبی آیم ته وینم
- «بَسُم» (بشوم، بروم): بسم آنان بوینم که ته وینند
- «بوره» (بیا): دمی بوره بوین حالم ته دلبر
- «سوته» (سوخته): بوره سوته دلان با ما بنالیم
- «واتنی» (گفتنی): به کس درد دل مو واتنی نه

## ارتباط با زبان‌های شمالی
تاتی از زبان‌های ایرانی شمال غربی است و به زبان تالشی بسیار نزدیک است. تاتی و تالشی از هم متاثرند، اما مقدار این تأثیر در مناطق مختلف متفاوت است. شدت نزدیکی این دو گویش با یکدیگر عاملی برای مخفی ماندن حدود و ثغور جغرافیای زبانی این دو شده است، چنان‌که گاه گونه‌های تاتی در دل تالشی، و گونه‌هایی تالشی در دل تاتی یافت می‌شوند. ویژگی‌ها و مؤلفه‌های مهم زبانی خاص تاتی و تالشی، سابقه ارتباط این دو منطقه با هم، ارائه شواهد و مثال‌هایی در چند بخش آوایی، ساخت‌واژی، و واژگانی، و بررسی ملاحظات جغرافیایی منطقه مؤید این مدعاست.

### مقایسه تالشی و مازندرانی با گویش‌های مختلف تاتی
| فارسی  | تالشی آستارا | تاتی تاکستان  | تاتی سگزآباد | تاتی ابراهیم‌آباد | تاتی اردبیلک         | تاتی زیاران                 | مازندرانی ساری | گویش طالقانی | زبان زازایی | کردی کرمانجی |
| ------ | ------------ | ------------- | ------------ | ---------------- | -------------------- | --------------------------- | -------------- | ------------ | ----------- | ------------ |
| پایین  | jina جینه    | jir جیر       | jirā جیرا    | jir جیر          | jir جیر              | jir/jirā جیرا/جیر           | jir جیر        | jir          | cir         | žêr          |
| پدر    | dādā دادا    | dādā دادا     | dada دده     | dada دده         | dādā/piyar پی‌یر/دادا | dada/piyar پی‌یر/دده         | piyar پی‌یر     | piyar        | pi/pêr      | bav          |
| تلخ    | tel تِل       | tal تل        | tal تل       | tal تل           | tal تل               | tal تل                      | tal تل         | tal          | thal        | tal          |
| دختر   | kela کِلَه     | titiye تیتیه  | titia تی تیه | titia تی تیه     | detari دتری          | detar دتری                  | deter دتر      | detar        | keyne       | dot          |
| دیوانه | tur تور      | tur تور       | tur تور      | tur تور          | tur تور              | tur تور                     | tur تور        | tur          | xint        | dîn/tûre     |
| زن     | žen ژِن       | zeyniye زینیه | zania زنیه   | zania زنیه       | zen زِن               | zenek زنک                   | zena زِنا       | zen          | ceniye      | žen          |
| سفید   | ispi ایسپی   | isbi ایسبی    | esbi اسبی    | isbiایسبی        | sivid سوید           | isbi ایسبی                  | isbe اِسبه      | isbe         | sipe        | sepî         |
| مرغ    | kāg کاگ      | karke کرکه    | čarga چرگه   | karga کرگه       | kerg کرگ             | kerg کرگ                    | kerg کرگ       | kerg         | kerg        | mirîşk       |
| نردبان | serd سِرد     | aselte اَسلته  | sorda سورده  | nardona نردونه   |                      | palkān/palkāna پلکانه/پلکان | kati کاتی      | pelakân/kati | nerdiban    | nêrdevan     |
| چهره   | dim دیم      | dim دیم       | dim دیم      | dim دیم          | dim دیم              | dim دیم                     | dim دیم        | dim          | rı          | rû/dêm       |

## نقش زبان تاتی در جنگ ایران و عراق
در جنگ هشت ساله ایران و عراق زبان تاتی نقش تعیین‌کننده ای در پیروزی اطلاعاتی ایران ایفا نمود؛ ضداطلاعات ارتش عراق با شنود مکالمات بیسیم چی‌های ایرانی، متوجه تحرکات و برنامه‌های عملیاتی ارتش و سپاه ایران می‌شدند. نیروهای ایرانی از هر کدام از گویش‌ها و زبان‌های ایرانی برای مکالمات بیسیم چی‌ها استفاده می‌نمودند؛ توسط استخبارات و ضداطلاعات ارتش بعث عراق شنود و ترجمه می‌شد، تا اینکه از گویشوران تات زبان در دو سوی بیسیم‌های نیروهای ایرانی استفاده شد و پس از آن بودکه ارتش بعث عراق و همپیمانانش نتوانستند هیچ‌کدام از مکالمات اطلاعاتی عملیاتی ایران را تا پایان جنگ رمزگشایی نمایند
این بیسیم چی‌ها از روستاهای اسبو (شهرستان خلخال) وفس و چهرقان از شهرستان کمیجان در استان مرکزی انتخاب شده بودند؛ در سال ۱۳۷۰ و سه سال بعد از پایان جنگ، صیاد شیرازی فرمانده وقت نیروی زمینی ارتش ایران با حضور در این روستاها و افشای این موضوع، از مردم و کشته شدگان جنگ قدردانی کرد

## نمونه‌هایی از نسخه‌های خطی به زبان تاتی

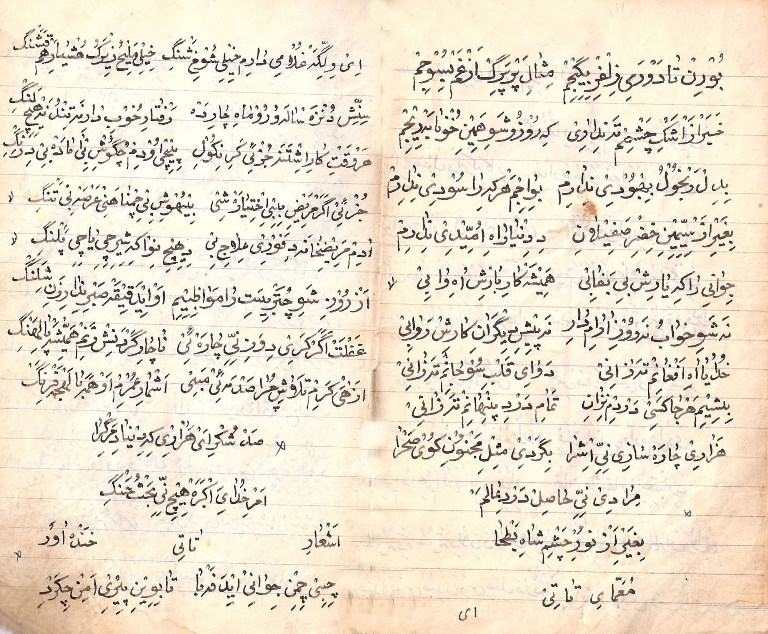
نسخه‌ای خطی به زبان تاتی
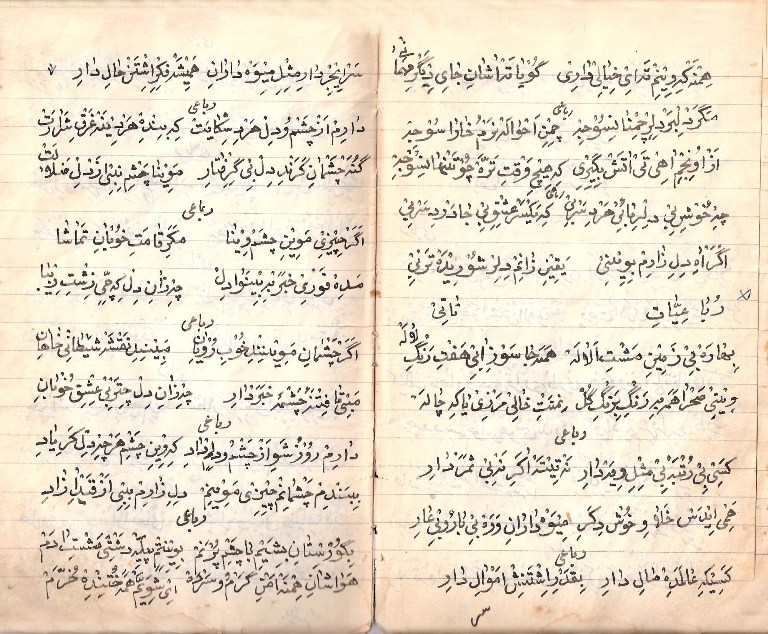
نسخه‌ای خطی به زبان تاتی
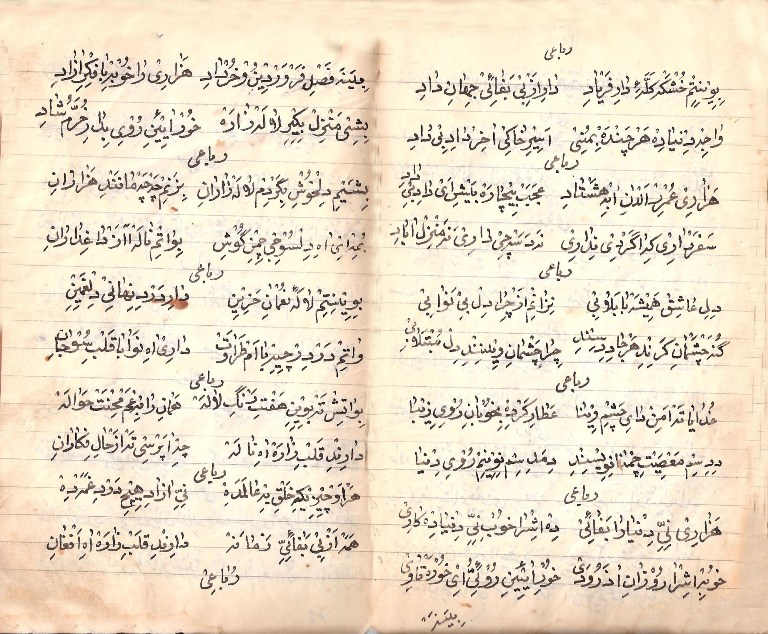
نسخه‌ای خطی به زبان تاتی
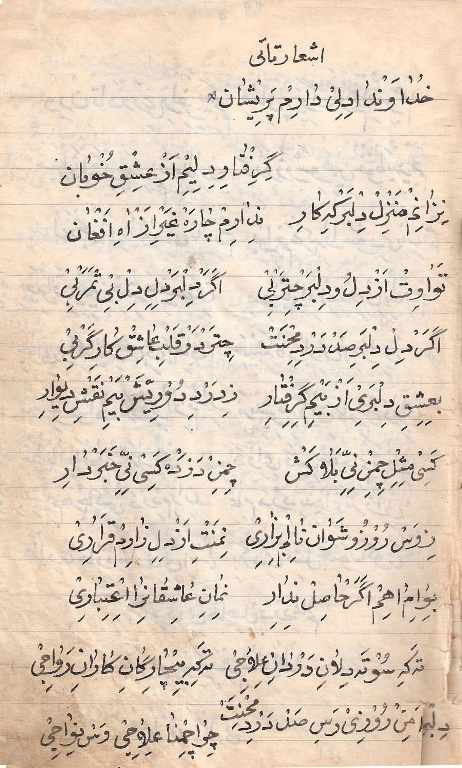
نسخه‌ای خطی به زبان تاتی